# Дзонгкха
Дзонгкха е китайско-тибетски език, говорен от около 160 хиляди души в Бутан и общо от около 640 хиляди души. Това е единственият официален и национален език в Бутан. Използва тибетската азбука за писане. Наименованието означава „езикът на крепостите“.